# زهور الوهابي
زهور الوهابي هي سياسية ونائبة برلمانية مغربية وُلدت في 12 يونيو عام 1979 في مدينة العرائش في المغرب، وهي مستشارة وزير التعليم العالي والبحث العلمي والابتكار بوزارة التعليم العالي المغربية.

## الدراسة
أنهت زهور الوهابي دراستها الثانوية في مدينة العرائش وحصلت على شهادة البكالوريا في عام 1999، ثُم التحقت بالدراسة في كلية الحقوق بطنجة حيث حصلت على إجازة في القانون العام وبالتحديد في تخصص العلوم السياسية عام 2003، ثُم التحقت بعد ذلك بالخدمة المدنية في عام 2011 كمسؤولة تنفيذية في وزارة التربية الوطنية بطنجة، وفي عام 2013 حصلت على درجة الماجستير في إدارة الشؤون الخارجية من كلية الحقوق بطنجة، ثُم حصلت على درجة الدكتوراة من كلية الحقوق بطنجة في عام 2020 عن أطروحة لها بعنوان "السياسات العمومية في مجال المراة والطفل".

## مسيرتها المهنية والسياسية
انضمت زهور الوهابي إلى حزب الأصالة والمُعاصرة منذ إنشائه في عام 2016، وفي نفس العام أنتخبت كعضو في البرلمان المغربي في الانتخابات التشريعية المغربية لعام 2016 وحتى عام 2021 عن الدائرة الانتخابية الوطنية الجزء الثاني المخصص للشباب من الجنسين كممثلة لحزب الأصالة والمعاصرة عن دائرة مدينة العرائش، وضمن الكتلة البرلمانية لنفس الحزب، وكانت عضو لجنة العدل والتشريع وحقوق الإنسان بمجلس النواب المغربي، كما مثلت المملكة المغربية كعضو في برلمان الإنديز. شغلت زهور الوهابي أيضًا منصب وكيل وزارة المالية بجمعية الوفاق للتضامن والإنصاف وتكافؤ الفرص، إلى جانب كونها رئيسة جمعية الأوركيد لتنمية المرأة والطفل، وتشغل في الوقت الراهن منصب مستشارة وزير التعليم العالي والبحث العلمي والابتكار بوزارة التعليم العالي المغربية.

## التكريمات والجوائز
حظيت زهور الوهابي بالتكريم من العديد من الجهات المحلية المغربية والدولية، والتي كان من أهمها:
- التكريم من الاتحاد الدولي للتنمية المُستدامة خلال فعاليات المؤتمر الثالث للاتحاد، والذي عُقد في مدينة طنجة في عام 2019.[10][11]
- التكريم من المؤتمر الدولي للشباب والنساء الرائدات خلال فعاليات الملتقى الدولي الثالث، والتي أقيمت في مدينة طنجة بالمغرب في عام 2019.[12]